# Plaza de Toros Mérida
Plaza de Toros Mérida är en amfiteater i Spanien.   Den ligger i provinsen Provincia de Badajoz och regionen Extremadura, i den centrala delen av landet, 280 km sydväst om huvudstaden Madrid. Plaza de Toros Mérida ligger 232 meter över havet.
Terrängen runt Plaza de Toros Mérida är huvudsakligen platt, men åt sydväst är den kuperad. Runt Plaza de Toros Mérida är det ganska glesbefolkat, med 34 invånare per kvadratkilometer. Närmaste större samhälle är Mérida, 0,49 km norr om Plaza de Toros Mérida. Trakten runt Plaza de Toros Mérida består till största delen av jordbruksmark.